# حجز فندق عبر الإنترنت

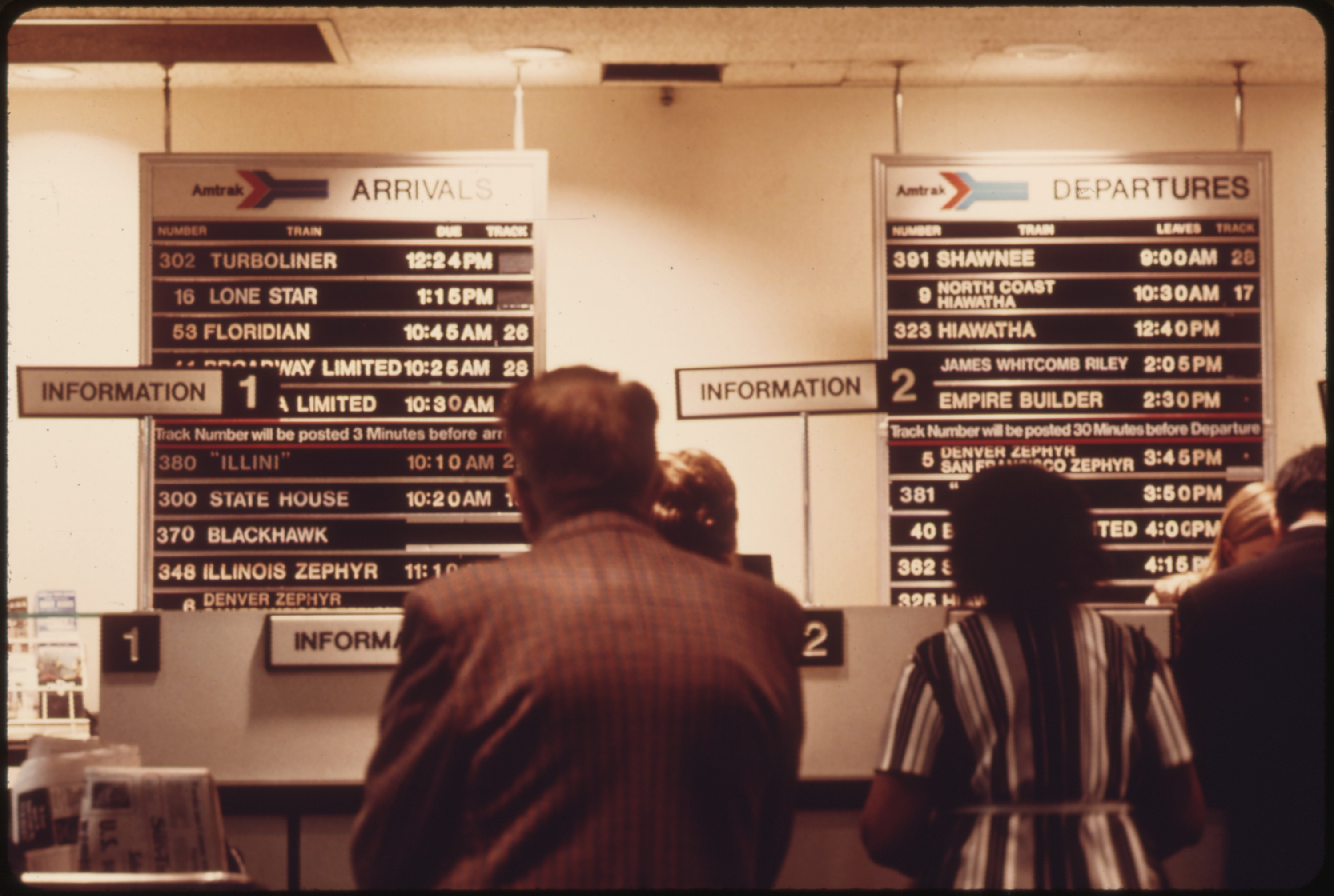

حجز الفندق عبر الأنترنت هي طريقة مشهورة لحجز غرف الفندق. بإمكان المسافرين حجز الغرف من الكمبيوتر باستخدام وكلاء سفر على الإنترنت بطريقة آمنة تحمي خصوصية الشخص الذي يحجز ومعلومات الدفع. ويمكنه مقارنة أسعار ومرافق عدة فنادق.
قبل الأنترنت المسافرون كان بإمكانهم الكتابة، أو بالإتصال مباشرة بالفندق أو باستخدام وكالة سفر للحجز. الآن وكلاء حجز الفنادق عبر الأنترنت يوفرون صور للفندق والغرف، ومعلومات حول الأسعار والصفقات، وحتى معلومات عن منتجعات محلية، كما يسمح باستخدام بتسجيل إستطلاعات الرأي للسائحين في هذه الخدمة عبر الأنترنت.
الحجز عبر الأنترنت مفيد للحجز المستعجل أو من أجل البحث عن العرض الأفضل، قد يتم تخفيض الأسعار للغرف إذا كانت بعض هذه الغرف شاغرة، وهنالك عدة شركات ومواقع مختصه للبحث عن هذه الغرف.

## اتصالات السفر الجوي
عادةً ما يكون لدى سلاسل الفنادق الكبيرة اتصالات مباشرة بأنظمة النقل الوطنية لشركات الطيران (GDS) (Sabre و Galileo و Amadeus و Worldspan). وهي بدورها توفر معلومات الفنادق بشكل مباشرة لمئات الآلاف من وكلاء السفر الذين يتماشون مع أحد هذه الأنظمة. وغالبًا فإن الفنادق الفردية وسلاسل الفنادق الصغيرة لا تتمكن من تحمل نفقات هذه الاتصالات المباشرة لذلك في تلجأ إلى الشركات الأخرى لتوفير التوصيلات المتعلقة بالزبائن. 

## مواقع السفر ذات النطاق الواسع
العديد من مواقع السفر الكبيرة عبر الإنترنت هي في الواقع وكالات سفر. ترسل هذه المواقع معلومات الفنادق وأسعارها إلى آلاف مواقع السفر عبر الإنترنت، والتي يعمل معظمها كوكلاء سفر. يمكنهم بعد ذلك تلقي مدفوعات العمولات من الفنادق لأي عمل محجوز على مواقعهم الإلكترونية، أي أنهم يعملون كوسطاء تسهيل خدمات الحجز وتسويقها في آن معاً.

## المواقع الفردية للفنادق الفردية
يقوم عدد متزايد من الفنادق ببناء مواقع الويب الخاصة بهم للسماح لهم بتسويق فنادقهم مباشرة للعملاء. تتطلب سلسلة الفنادق غير الحاصلة على امتياز إرفاق تطبيق «محرك الحجز» بموقعها على الويب للسماح للأشخاص بحجز الغرف في الوقت الفعلي. تتمثل إحدى ميزات الحجز مع الفندق مباشرةً في استخدام سياسة الإلغاء الكاملة للفندق بالإضافة إلى عدم الحاجة إلى وديعة في معظم الحالات، بالإضافة إلى عدم وجود عمولة تقدم للوسيط، لكن معدل زيارة الجمهور عادةً ما تكون أقل من المتوقع.
وغالباً ما يتم دعم تطبيقات محرك الحجز عبر الإنترنت بواسطة نظام إدارة المحتوى (CMS).

## أنظمة قواعد البيانات
لتحسين احتمالية ملء الغرف، تميل الفنادق إلى استخدام العديد من الأنظمة المذكورة أعلاه. أصبح المحتوى في العديد من أنظمة حجز الفنادق متشابهًا بشكل متزايد مع اشتراك المزيد من الفنادق في جميع المواقع. وبالتالي يتعين على الشركات إما الاعتماد على أسعار يتم التفاوض عليها بشكل خاص مع الفنادق وسلاسل الفنادق أو الثقة في تأثير تصنيفات محركات البحث لجذب العملاء.